# Тејл спин
Тејл спин (енгл. TaleSpin) је америчка анимирана телевизијска серија базирана на фиктивном граду Кејп Сузет, која се приказивала 1990. године као привју канала Disney Channel, са ликовима из филма Књига о џунгли (по имену, неким од животиња из филма је дат антропоморфиолошки изглед а љуи су уклољени), који је приказиван у биоскопима током лета пре него што је серија почела са приказивањем током јесени. Представља прву серију франшизе Књига о џунгли, након које следи Бебе из џунгле.
У Србији је приказивана 1998. године на каналу БК ТВ, синхронизована на српски језик. Синхронизацију је радио студио Квартет Амиго. Године 2006. емитовала се на каналу РТС 1, синхронизована на српски језик. Синхронизацију је радио студио Лаудворкс.

## Улоге
| Лик               | Глас                    |
| ----------------- | ----------------------- |
| Балу              | Ед Гилберт              |
| Кит Небески Летач | Р. Ј. Николић           |
| Ребека Канингам   | Сали Струтерс           |
| Моли Канингам     | Џена Мајклс             |
| Вајлдкет Мачка    | Пет Фрели               |
| Луи               | Џим Камингс             |
| Дон Карнаж        | Џим Камингс Џејми Кемил |